# Lampromyia cylindrica
Lampromyia cylindrica är en tvåvingeart som först beskrevs av Fabricius 1794.  Lampromyia cylindrica ingår i släktet Lampromyia och familjen Vermileonidae. Inga underarter finns listade i Catalogue of Life.